# جيرالد كيتشام
جيرالد كيتشام (بالإنجليزية: Gerald Ketchum)‏ هو مستكشف أمريكي، ولد في 5 ديسمبر 1908 في مدينة بيلينغام في الولايات المتحدة، وتوفي في 22 أغسطس 1992 في بلينو في الولايات المتحدة.